# ヒルビリー・エレジー アメリカの繁栄から取り残された白人たち
『ヒルビリー・エレジー アメリカの繁栄から取り残された白人たち』（ヒルビリー・エレジー アメリカのはんえいからとりのこされたはくじんたち、Hillbilly Elegy: A Memoir of a Family and Culture in Crisis）は、J・D・ヴァンス（後の第50代アメリカ合衆国副大統領）が2016年に発表した回想録である。ケンタッキー州出身の彼の家族が持つアパラチア的価値観と、母方の祖父母が若年期に移り住んだオハイオ州ミドルタウンの故郷の社会経済問題を描いている。
本書は2020年にロン・ハワード監督、グレン・クローズとエイミー・アダムス出演で『ヒルビリー・エレジー 郷愁の哀歌』として映画化された。

## 内容
オハイオ州シンシナティとデイトンの中間に位置するミドルタウンという小都市で育ったヴァンスは、その生い立ちと家庭環境について述べている。彼は貧困と単純労働に苦しんだ家族の歴史について記し、その生活とそれから離れた後の彼の視点を比較している。
ヴァンスは、第二次世界大戦後に母と家族がケンタッキー州ブレシット郡から移ってきたミドルタウンで生まれ育った。ヴァンスは、彼らのアパラチア文化では家族間の暴力や暴言にもかかわらず、忠誠心や故郷への愛といった特質が重んじられたと述べている。ヴァンスは、祖父母のアルコール依存症や、母の薬物中毒と人間関係の失敗について語っている。ヴァンスの祖父母は和解し、彼の後見人となる。厳しくも愛情深い母はヴァンスを後押しし、高卒後に彼は海兵隊に入隊しイラクへも派遣され、除隊後にオハイオ州立大学で学士課程を修了し、イェール・ロー・スクールで法学の学位を取得した。
自身の個人史においてヴァンスは、家族や地元の人々の不幸に対する責任について疑問を投げかけている。ヴァンスはヒルビリー文化がアパラチアにおける社会崩壊と経済不安を助長していると指摘している。ヴァンスは、食料品店のレジ係として働いていた際に生活保護受給者が携帯電話を使っているのを目撃したが、当時の自分にはそれを買う余裕がなかったという個人的な経験を例に挙げている。
自身が困窮しているあいだに非行から利益を得ていると思われる人々に対するヴァンスの反感は、アパラチアの政治性が民主党から共和党に強く傾いた根拠として提示されている。ヴァンスは、勤務時間に不満を示した後に仕事を辞めた男の話や、妊娠中のガールフレンドを持つ同僚が無断欠席する話など、地元の人々の労働倫理の欠如を浮き彫りにする逸話を挙げている。

## 出版
2016年7月、本書は『ジ・アメリカン・コンサバティブ』誌に掲載されたヴァンスのインタビューによって広まった。多数のリクエストのためにウェブサイトは一時機能不全に陥った。8月半ば、『ニューヨーク・タイムズ』紙はこのインタビュー記事の掲載以来、本書がAmazon.comのベストセラートップ10にランクインし続けていると報じた。
ヴァンスは本書の執筆を説得したイェールの法学教授のエイミー・チュアを「著者のゴッドマザー」と呼んでいる 。

## 反応

### 評価
本書は2016年8月と2017年1月に『ニューヨーク・タイムズ』のベストセラーリストの上位にランクインした。
『ジ・アメリカン・コンサバティブ』誌の寄稿者でブロガーのロッド・ドレーアーは本書を賞賛し、「（ヴァンスは）人によっては受け取りがたい結論を導き出すかもしれない。しかしヴァンスはそうした決断を下す権利を得た。これは彼の人生だった。彼は非常に苦労して勝ち取った権威をもって語っている」と述べた。翌月にドレーアーは、リベラル派が本書を愛読した理由についての持論を投稿した。『ニューヨーク・ポスト』紙のコラムニストで『コメンタリー』の編集者のジョン・ポドホレッツは、本書を今年最も挑発的な作品と評した。
本書は『ナショナル・レビュー』のコラムニストのモナ・チャレンや『ナショナル・レビュー』の編集者で『スレイト』のコラムニストレイハン・サラムといった保守派からは高評価を受けた。一方で他のジャーナリストからは、ヴァンスはオハイオ州郊外での個人的な生い立ちを一般化しすぎていると批判された。『Salon』のジャレッド・イェーツ・セクストンは、ヴァンスの「有害なレトリック」と「貧困層を食い物にする」政策の支持を批判した。また彼は、ヴァンスが「白人労働者階級がバラク・オバマに反対する中でのレイシズムが果たした役割を完全に無視している」と主張した。『The New Republic』のサラ・ジョーンズは、ヴァンスを「ブルー・アメリカの偽預言者」と揶揄した上に「この世界についての欠陥のあるガイド」と批判し、本書を「福祉の女王（ウェルフェア・クイーン）に関する神話を白人労働者階級の入門書として再パッケージ化したにすぎない」と指摘した。
『ジャコバン』誌上のにて歴史家のボブ・ハットンは、ヴァンスの主張は循環論法と優生学に依拠しており、アパラチアの貧困に関する既存の研究が無視され、「主に自己満足の作品」になっていると評した。『ガーディアン』のサラ・スマーシュは、「虐げられた白人のほとんどはアパラチア出身の保守的な男性プロテスタントではない」と指摘し、ヴァンスが個人的な生い立ちを白人労働者階級へ一般化していることに疑問を投げかけた。
『ニューヨーク・タイムズ』は、読者がヴァンスの結論に同意するか否かにはかかわらず、彼が社会的タブーに立ち向かったことは賞賛に値すると評した。同紙は、ヴァンスのテーマは絶望であり、彼の主張は怠惰よりも宿命論と学習性無力感に原因があるという点で寛大であると論じた。
2017年のブルッキングス研究所のレポートは、「J・D・ヴァンスの『ヒルビリー・エレジー』は、薬物中毒と不安定さにさいなまれた貧しい農村コミュニティで育ち、やがてそこから抜け出すまでの生々しく感情的な描写により、全国的なベストセラーとなった」と指摘した。ヴァンスの記述は、家族の安定が上昇志向には不可欠であるというレポートの結末を逸話的に裏付けている。
本書は、アンソニー・ハーキンスとメレディス・マッカロルが編集したアンソロジー本『Appalachian Reckoning: A Region Responds to Hillbilly Elegy』という形で反響を受けた。その本に収録されているエッセイは、ヴァンスが貧困を大雑把に一般化し、それに関する神話を再生産していると批判している。
2023年7月、『南ドイツ新聞』のインタビューを受けたドイツ首相のオラフ・ショルツは、本書を「貧しいスタートを切った若者がいかにして道を切り開いたかという、非常に感動的な個人的な物語」と評した。ショルツは本書に感動して涙を流したが、ヴァンスが出版後に取った立場は「痛ましい」と感じたと述べた。

### ドナルド・トランプとの関係
2016年の出版後、『ヒルビリー・エレジー』が広く人気を博した主な理由は、ドナルド・トランプが共和党のトップに登りつめた原因を説明する役割を果たしたからだと分析されている。特に本書は、白人労働者階級の有権者たちがトランプを政治指導者として支持した理由を説明すると論じられている。ヴァンス自身もまた、本書では「ヒルビリー」層の有権者がトランプを支持する理由を説明されているとコメントしている。
ヴァンスは本書の中でトランプについて言及していないが、出版後のインタビューに応える際に彼を公然と批判していた。ヴァンスは2022年のオハイオ州での連邦上院議員選挙に出馬した際にその発言を撤回し、その後は公然とトランプを支持した。2024年7月、ヴァンスはトランプにより、2024年アメリカ合衆国大統領選挙の共和党副大統領候補に指名された。

### 再注目
ヴァンスが2024年のトランプのランニングメイトとなることが発表された後、本書の売り上げとNetflixの映画版の視聴者数が大幅に増加した。
2024年7月、ソーシャルメディアのTwitterで、本書にはヴァンスがソファのクッションのあいだに固定されたゴム手袋と性交したという記述があるという虚偽情報が拡散された。7月24日にAP通信は「No, JD Vance did not have sex with a couch」と題したファクトチェックを発表したが、7月25日に撤回した。
2024年7月、本書は中国のWeChat上で検閲された。

## 映画化
映画版は2020年11月11日にアメリカの一部劇場で上映された後、11月24日よりNetflixでデジタル配信された。映画はロン・ハワードが監督し、グレン・クローズ、エイミー・アダムス、ガブリエル・バッソ、ヘイリー・ベネットらが出演した。原作の舞台であるオハイオ州ミドルタウンでも数日間の撮影が行われたものの、2019年夏の撮影の多くはジョージア州アトランタ、クレイトン、メイコンで「IVAN」というコードネームで行われた。

## 日本語版
- J・D・ヴァンス 著、関根光宏、山田文 訳『ヒルビリー・エレジー アメリカの繁栄から取り残された白人たち』光文社、2017年3月14日。ISBN 978-4334039790。

巻末に渡辺由佳里による解説が収録され、2016年アメリカ合衆国大統領選挙におけるドナルド・トランプなどについて記述してある。